# Groeve Romontbos

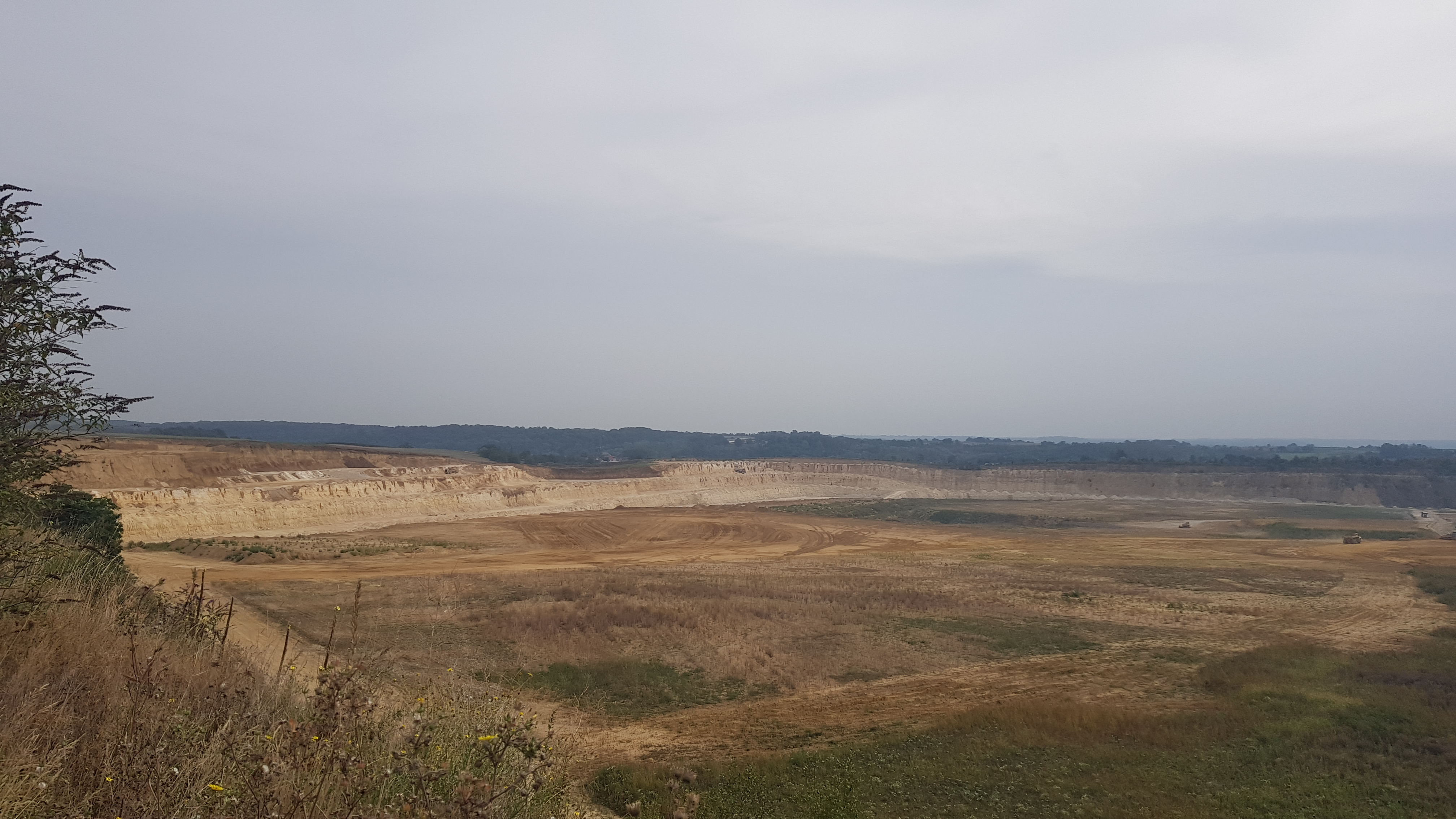
De groeve anno september 2019

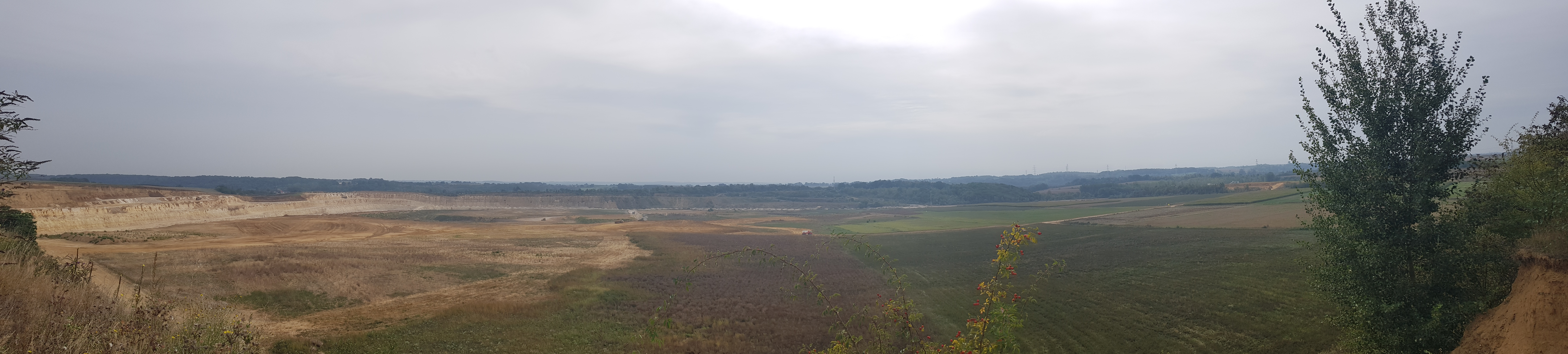
De groeve anno september 2019 met rechts de heringerichte gronden

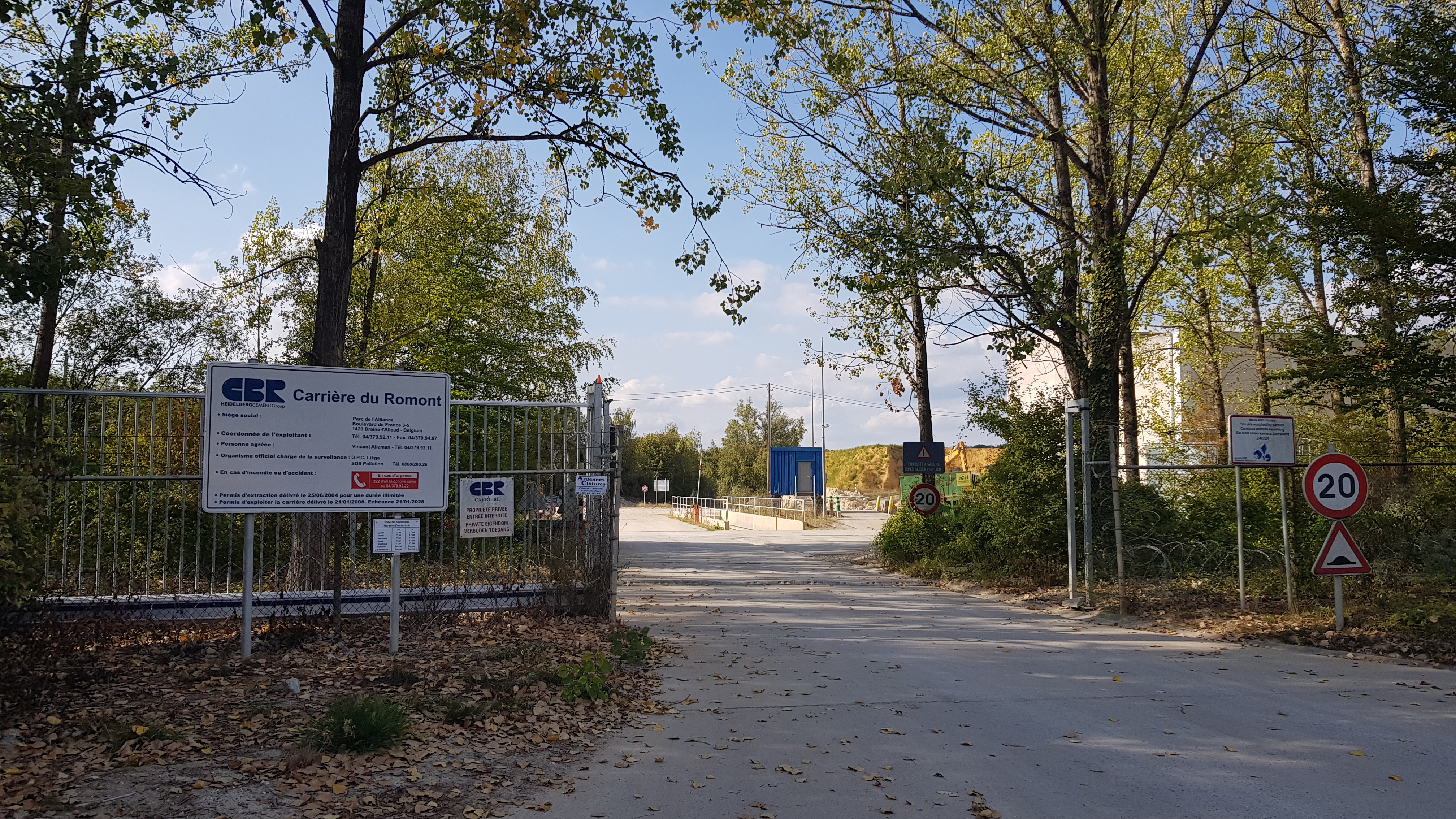
De ingang van de groeve

De Groeve Romontbos of Groeve van Romont (Frans: Carrière du Romont)  is een steengroeve ten westen van Eben-Emael in de Belgische provincie Luik in de gemeente Bitsingen. De steengroeve is in dagbouw ontgonnen in het Haspengouws Plateau in de westelijke helling van het dal van de Jeker en ligt tegen de provinciegrens met Limburg aan. 
Aan de overzijde van het Jekerdal ligt de Groeve Marnebel. Ten zuiden van de groeve ligt de in vuursteen opgetrokken Toren van Eben-Ezer.
De groeve wordt uitgebaat door de Cimenteries et Briqueteries Réunies La Bonne Espérance (CBR). Het gaat om jaarlijks 2,3 miljoen ton kalksteen, waarbij er grijs krijt en turfkrijt wordt gewonnen. Via een ondergrondse transportband van 2100 meter lang door het Plateau van Caestert wordt de kalksteen vervoerd naar de cementfabriek CBR Lixhe te Lieze. Vroeger liep er vanuit Eben-Emael rechtstreeks een weg naar Zichen in de Vlaamse gemeente Riemst, maar deze werd vanwege de ontwikkeling van de groeve verlegd en maakt sindsdien een grote lus om de groeve heen.
De Horizont van Romontbos is vernoemd naar deze plek.
Op ongeveer twee kilometer naar het zuiden ligt een andere CBR-groeve, de De groeve van Loën.

## Geschiedenis
Sinds 1976 wordt er in de groeve kalksteen gewonnen om te worden verwerkt tot cement. De dekgronden die bovenop het kalksteen lagen zijn op een stortheuvel opgeworpen in het zuidwesten van de groeve, de Romontheuvel.
Tussen 1976 en 2004 werd de eerste fase van de groeve ontgonnen en bestreek toen het gebied tussen de nog doorlopende Visésteenweg en de Rue de Campine.
Vanaf 2004 wordt de tweede fase van de groeve ontgonnen die zich uitstrekt van de Visésteenweg tot ongeveer aan de Emaelerweg. Volgens de planning uit 2020 wordt dit gedeelte tot 2026 ontgonnen.
Vanaf 2026 wil de cementfabriek het gebied ten noorden van de Emaelerweg tot aan de provinciegrens in het noorden ontginnen.
Het gedeelte waar de CBR al klaar is met afgraven wordt heringericht als akkerland. De herinrichting vindt plaats door op de kalkbodem een bed van vuursteen aan te brengen van een meter dik. Hier bovenop wordt restgesteente gestort tot op een diepte van ongeveer 180 tot 150 centimeter onder het toekomstige maaiveld. Daarop stort men een laag slib van zeker een meter dik. Daar bovenop komt een laag van 60 tot 80 centimeter dik die afkomstig is van de oude deklagen (bv van de Romontheuvel) of suikerfabrieksgronden. Tegen eind 2020 wordt reeds 58 hectare herontwikkeld, waarvan 7,5 hectare reeds door landbouwers in gebruik is genomen. De Romontheuvel wordt afgegraven en in 2020 verwacht men dat dit in 2025 afgerond is, waardoor er nog eens 23,4 hectare beschikbaar komt voor landbouwers.

## Geologie
In de groeve wordt kalksteen gewonnen uit de Formatie van Maastricht en de Formatie van Gulpen. Bovenop het kalksteenpakket heeft de Westmaas tijdens het Pleistoceen een pakket aan Maasgrind en zand afgezet van het Laagpakket van St. Pietersberg.